# Kazimierz Serocki

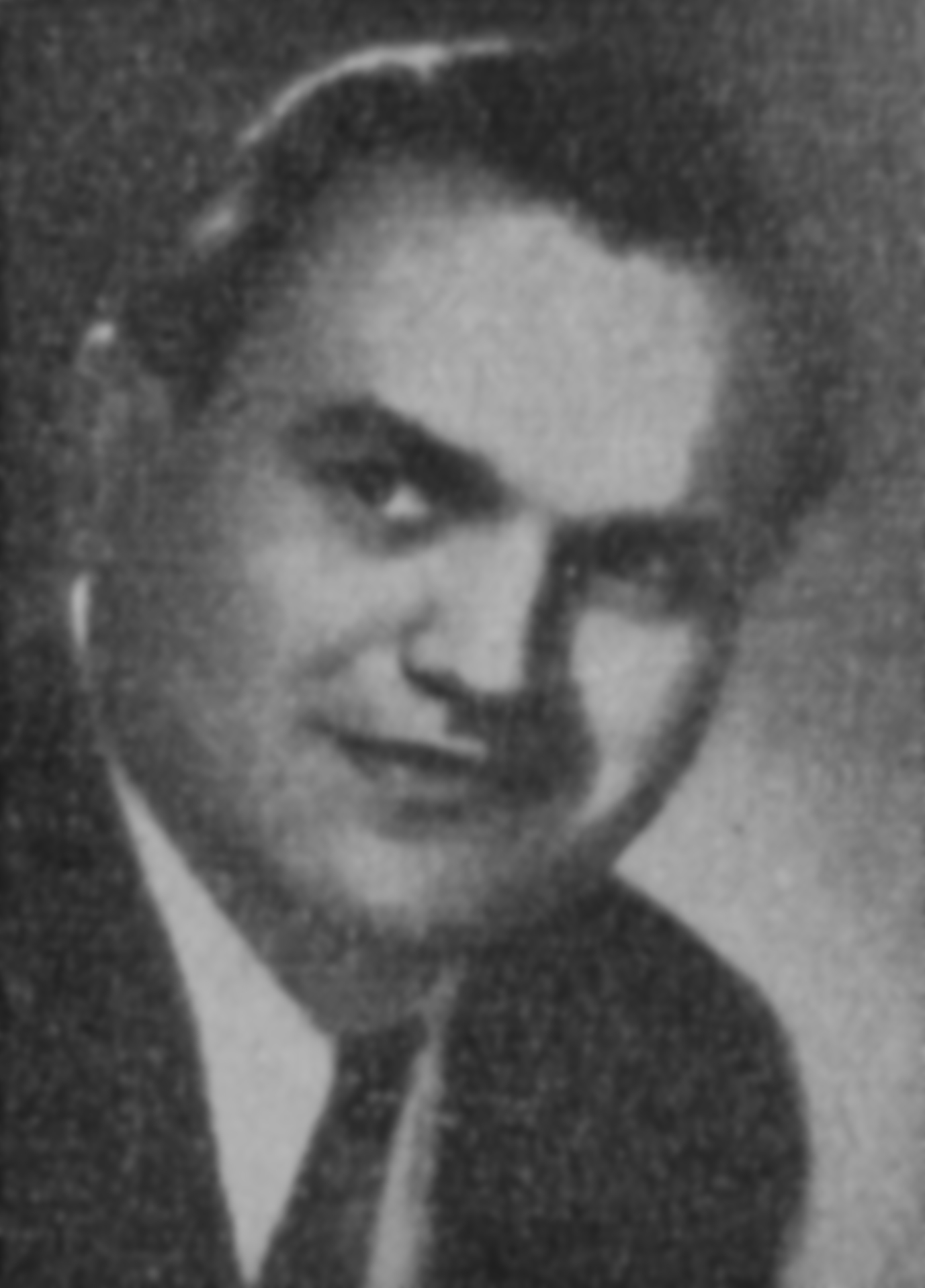
Kazimierz Serocki

Kazimierz Serocki (* 3. März 1922 in Toruń; † 9. Januar 1981 in Warschau) war ein polnischer Komponist.

## Leben
Serocki studierte Komposition bei Kazimierz Sikorski und Klavier bei Stanisław Szpinalski an der Staatlichen Hochschule für Musik in Łódź. Von 1947 bis 1948 setzte er seine Studien in Paris bei Nadia Boulanger und Lazare Lévy fort. Einige Jahre trat er als Konzertpianist auf, seit 1952 widmete er sich ausschließlich der Komposition. 1949 gründete er mit Tadeusz Baird und Jan Krenz die Komponistengruppe Gruppe 49. Gemeinsam mit Tadeusz Baird gehörte er 1956 auch zu den Gründern des Warschauer Herbstes, eines bedeutenden Festivals der zeitgenössischen Musik.

## Werke

### 1. Orchesterwerke

#### 1.1 Sinfonien
- 1. Sinfonie, 1952 (Erstveröffentlichung: 1955, Polnischer Musikverlag) Besetzung: Flöten (inkl. Piccolo), Oboen, Klarinetten, Fagotte, Hörner, Trompeten, Posaunen, Tuba, Pauken, Schlagwerk, Klavier, Streicher Aufführungsdauer: ca. 25 Minuten Sätze: Maestoso (Quasi una fantasia), Scherzo, Espressivo, Appassionato.
- 2. Sinfonie „Symfonia pieśni“ [Symphonie des Liedes], 1953 (Erstveröffentlichung: 1955, Polnischer Musikverlag) Widmung: Seinen Eltern Besetzung: Sopran, Bariton, Chor und Orchester Texte: Basierend auf Volksliedern Aufführungsdauer: ca. 23 Minuten

#### 1.2 Konzerte
- Concertino für Klavier und Orchester, 1946 Sätze: Allegro molto e con fuoco, Intermezzo (Andante espressivo), Rondo (Allegro vivace).
- Koncert romantyczny für Klavier und Orchester, 1950 (Erstveröffentlichung: 1955, Polnischer Musikverlag) Sätze: Allegro molto ritmico, Lento assai, delicatamente e cantabile, Allegro vivace.
- Konzert für Posaune und Orchester, 1953 (Erstveröffentlichung: 1955, Polnischer Musikverlag) Widmung: Juliusz Pietrachowicz Klavierauszug: Stefan Kisielewski Aufführungsdauer: ca. 20 Minuten Sätze: Intrada, Canone, Interludium, Corale, Intermezzo, Arietta, Toccatina.
- Forte e piano, Musik für zwei Klaviere und Orchester, 1967 (Erstveröffentlichung: 1969) Widmung: Alfons und Aloys Kontarsky Aufführungsdauer: ca. 11 bis 12 Minuten Uraufführung: 29. März 1968, Köln, WDR Sinfonieorchester, Dirigent: Christoph von Dohnányi, Pianisten: Alfons und Aloys Kontarsky, Anmerkungen: Verwendet sowohl traditionelle als auch moderne Notation.
- Concerto alla cadenza per flauto a becco e orchestra, 1974 Besetzung: Sopranino-, Sopran-, Alt-, Tenor-, Bass-, und Kontrabassblockflöte, Cembalo, Harfe, Klavier, Schlagzeug, Streicher Aufführungsdauer: ca. 14 bis 16 Minuten Anmerkungen: Der Solist spielt sechs verschiedene Blockflöten, die mit barocker Griffweise gespielt werden.
- Pianophonie für Klavier, elektronische Klangumformung und Orchester, 1976–1978 (Erstveröffentlichung: 1980) Aufführungsdauer: ca. 30 bis 33 Minuten Anmerkungen: Kombination von orchestralen Klängen und elektronischer Klangbearbeitung. Das Werk verwendet grafische Notation.

#### 1.3 Weitere Orchesterwerke
- Tryptyk [Triptychon] für Kammerorchester, 1948 Besonderheiten: In handschriftlichem Autograf, nur Klavierauszüge vorhanden.
- Drei Melodien aus Kurpie für gemischten Chor und sechzehn Instrumente, 1949 Widmung: Zofia Lissa Besetzung: Soprane, Tenöre und sechzehn Instrumente
- Sinfonietta per due orchestre d'archi, 1956–1957 (Erstveröffentlichung: 1957, Polnischer Musikverlag) Widmung: Jan Krenz Aufführungsdauer: ca. 14 Minuten Sätze: Allegro non troppo, Andante, Vivace
- Musica concertante für Kammerorchester, 1958 (Erstveröffentlichung: 1960, Polnischer Musikverlag) Aufführungsdauer: ca. 15 Minuten Besetzung: Piccolo, Sopransaxophon, Bassklarinette, Trompete, zwei Harfen, vier Violinen, vier Bratschen, drei Celli, drei Kontrabässe, vier Schlagzeuger.
- Episoden für Streicher und drei Schlagzeuggruppen, 1959 (Erstveröffentlichung: 1961, Polnischer Musikverlag) Aufführungsdauer: ca. 11 Minuten Besetzung: Streichorchester und drei Gruppen von Schlaginstrumenten Widmung: Witold Rowicki Anmerkungen: Das Werk enthält aleatorische Elemente.

- Freski symfoniczne [Sinfonische Fresken], 1963–1964 (Erstveröffentlichung: 1966, Polnischer Musikverlag) Widmung: Ernest Bour Aufführungsdauer: ca. 11 Minuten und 40 Sekunden
- Niobe, 1966 Besetzung: 2 Sprecher, gemischter Chor und Orchester Text: Konstanty Ildefons Gałczyński Anmerkungen: Das Werk verbindet gesprochene Texte mit Chorgesang und orchestraler Begleitung. Es ist ein dramatisches Stück, das verschiedene Elemente der szenischen Musik und Lyrik vereint.
- Dramatische Geschichte (Dramatic Story), 1968–1970 (Erstveröffentlichung: 1972, Moeck Verlag und Polnischer Musikverlag) Besetzung: Holz- und Blechbläser, Schlagzeug, Harfe, Klavier, Streicher Anmerkungen: Das Werk enthält aleatorische Elemente.
- Ad libitum für Sinfonieorchester, 1973–1977 (Erstveröffentlichung: 1978, Moeck Verlag und Polnischer Musikverlag)
- Pianophonie für Klavier, elektronische Klangumformung und Orchester, 1976–1978 (Erstveröffentlichung: 1980, Moeck Verlag und Polnischer Musikverlag) Aufführungsdauer: ca. 30 bis 33 Minuten Notationsstil: Kombination aus traditioneller und grafischer Notation Anmerkungen: Dieses Werk kombiniert orchestrale Klänge mit elektronischer Klangumformung.

### 2. Vokalwerke

#### 2.1 Liederzyklen
- Augen der Luft, 1957 (Erstveröffentlichung: 1963) Besetzung: Sopran und Orchester Texte: Gedichte von Julian Przyboś Aufführungsdauer: ca. 10 Minuten Lieder: Spotkanie, Bez, Chwila, Ścieżka, Wieczór Anmerkungen: Es gibt Versionen für Sopran und Orchester sowie Sopran und Klavier.
- Herz der Nächte (Heart of the Night), 1962 (Erstveröffentlichung: 1963) Besetzung: Bariton und Orchester Texte: Gedichte von Konstanty Ildefons Gałczyński Lieder: Serce nocy (Heart of the Night), Epistoła do zakochanych (Epistle to Lovers), Spotkanie z matką (Meeting with Mother), Sanie (Sleighs), Księżyc (Moon) Anmerkungen: Die Partitur enthält Texte in Polnisch, Deutsch und Englisch.

#### 2.2 Solowerke für Singstimme und Klavier/Orchester
- Pod siódmym dębem [Unter der siebten Eiche], 1953 Text: Stanisław Swen Czachorowski Erstveröffentlichung: 1953 Besetzung: Singstimme und Klavier
- Kasia, 1953 Text: Jacek Bocheński Erstveröffentlichung: 1953 Besetzung: Singstimme und Klavier

#### 2.3 Chorwerke a cappella
- Jarzębinowa pieśń [Lied der Eberesche], 1953 Besetzung: Männerchor a cappella Erstveröffentlichung: 1954, Polnischer Musikverlag, Krakau Anmerkungen: Ursprünglich ein Soldatenlied, später für Männerchor arrangiert.
- Trzy śpiewki [Drei Lieder] für gemischten Chor a cappella, 1951 Erstveröffentlichung: 1954 Lieder: Weselna(Hochzeitslied), Miłosna (Liebeslied), Pasterska (Hirtenlied) Anmerkungen: Texte basieren auf polnischen Volksliedern.
- Suita Opolska für gemischten Chor a cappella, 1955 Erstveröffentlichung: 1955 Anmerkungen: Basierend auf traditionellen Texten und Melodien aus Oberschlesien, aus der Sammlung Pieśni ludowe Śląska Opolskiego.

#### 2.4 Soldatenlieder und patriotische Werke
- Pieśń traktorzystów [Lied der Traktoristen], 1950–1951 Besetzung: Singstimme und Klavier (1950), vierstimmiger Männerchor a cappella (1951) Erstveröffentlichung: 1951, Polnischer Musikverlag, Krakau
- Serce lotnika [Lied des Fliegers], 1952 Text: Henryk Gaworski Erstveröffentlichung: 1952, Verlag des Zentralvorstands des Polnischen Jugendverbandes, Warschau Besetzung: Singstimme und Klavier
- Wianek, 1954 Besetzung: Männerchor und Orchester / Singstimme und Klavier Text: Stanisław Swen Czachorowski Erstveröffentlichung: 1954, Polnischer Musikverlag, Krakau
- Pieśń młodości [Lied der Jugend], 1955 Besetzung: Männerchor a cappella Text: Jan Gałkowski Erstveröffentlichung: 1955, Polnischer Musikverlag, Krakau
- Przeciwpancerniacy [Panzerabwehrsoldaten], 1955 Text: Bogusław Choiński Erstveröffentlichung: 1955 Anmerkungen: Soldatenlied, veröffentlicht während der Nachkriegszeit in Polen.

### 3. Kammermusikwerke
- Suita na 4 puzony [Suite für vier Posaunen], 1953 (Erstveröffentlichung: 1954) Besetzung: Vier Posaunen Sätze: Intrada, Canone, Interludium, Corale, Intermezzo, Arietta, Toccatina Anmerkungen: Ein typisches Beispiel für Serockis Arbeit mit Blechbläserensembles.
- Sonatina na puzon i fortepian [Sonatine für Posaune und Klavier], 1954 (Erstveröffentlichung: 1955) Besetzung: Posaune und Klavier Anmerkungen: Es existieren zwei Versionen: eine für Posaune und Klavier sowie eine spätere Orchesterfassung (1974).
- Taniec na klarnet i fortepian [Tanz für Klarinette und Klavier], 1954 (Erstveröffentlichung: 1955) Aufführungsdauer: ca. 2 Minuten Besetzung: Klarinette und Klavier
- Improvisationen für Blockflötenquartett, 1960 (Erstveröffentlichung: 1962) Besetzung: Vier Blockflöten Anmerkungen: Improvisatorische Elemente. Wurde in der Zeitschrift Spielmusik (Heft 255) veröffentlicht.
- Continuum, Sextett für Schlaginstrumente, 1965–1966 (Erstveröffentlichung: 1968) Besetzung: Sechs Schlagzeuger Anmerkungen: Widmung an das Percussion-Ensemble Les Percussions de Strasbourg. Verwendet eine breite Palette von Schlaginstrumenten.
- Swinging Music, 1970 Besetzung: Klarinette, Posaune, Cello oder Kontrabass und Klavier Aufführungsdauer: ca. 4 Minuten Anmerkungen: Kombination aus klassischer Struktur und Jazz-Elementen. Einige Passagen verwenden grafische Notation, die den Musikern Freiräume bei der Interpretation lässt.
- Fantasmagoria für Klavier und Schlagzeug, 1971 (Erstveröffentlichung: 1972) Aufführungsdauer: ca. 11 bis 14 Minuten Besetzung: Klavier und Schlagzeug Anmerkungen: Verwendet sowohl traditionelle als auch grafische Notation.
- Arrangements für 1–4 Blockflöten, 1975–1976 Besetzung: Blockflötenquartett Anmerkungen: Komponiert im Auftrag der Stadt Wien. Das Werk verwendet grafische Notation mit 17 Segmenten in graphischer Notation, die frei kombiniert werden können.

### 4. Werke für Klavier
- Suita preludiów na fortepian [Suite von Präludien für Klavier], 1952 (Erstveröffentlichung: 1954) Widmung: Tadeusz Ochlewski Aufführungsdauer: ca. 10 Minuten Anmerkungen: Das Werk besteht aus einer Reihe von Präludien und wurde Tadeusz Ochlewski, dem Gründer des Polnischen Musikverlags, gewidmet.
- Krasnoludki [Die Zwerge], 1953 (Erstveröffentlichung: 1954) Besetzung: Klavier Sätze: Krakowiak, Kujawiak, Mazurka, Liedchen, Walzer, Wiegenlied, Oberek Anmerkungen: Eine Sammlung von Klavierminiaturen, basierend auf traditionellen polnischen Tänzen und Liedern. Ursprünglich für Kinder und junge Pianisten konzipiert. Es gibt spätere Fassungen für verschiedene Instrumentalbesetzungen, darunter drei Blockflöten oder drei Gitarren.
- Sonata na fortepian [Klaviersonate], 1955 (Erstveröffentlichung: 1957) Aufführungsdauer: ca. 19 Minuten Sätze: Inquietamente, Veloce, Elegiaco, Barbaro Anmerkungen: Das Werk besteht aus vier Sätzen und weist eine expressive und dramatische Struktur auf.
- A piacere für Klavier, 1962–1963 (Erstveröffentlichung: 1963) Aufführungsdauer: ca. 6–8 Minuten Anmerkungen: Aleatorische Musik. Die Partitur enthält Aufführungshinweise sowie Symbolerklärungen auf Polnisch, Englisch und Deutsch. Es bietet den Interpreten Freiräume in der Aufführung.

## Filmografie (Auswahl)
- 1950: Die Teufelsschlucht (Czarci żleb)
- 1952: Chopins Jugend (Młodość Chopina)
- 1954: Die Fünf aus der Barskastraße (Piątka z ulicy Barskiej)
- 1958: Der achte Wochentag (Ósmy dzień tygodnia)
- 1960: Die Kreuzritter (Krzyżacy)
- 1962: Das Ufer des Lebens (Drugi brzeg)
- 1963: Schneeweiße Strecke (Na białym szlaku)
- 1964: Das Ende unserer Welt (Koniec naszego świata)
- 1964: Der erste Tag der Freiheit (Pierwszy dzień wolności)
- 1974: Sintflut (Potop)